# Normalizacja (technika)
Normalizacja – działalność polegająca na analizowaniu wyrobów, usług i procesów w celu zapewnienia:
- funkcjonalności i użyteczności,
- zgodności (kompatybilności) i zamienności,
- bezpieczeństwa użytkowania,

oraz
- ograniczenia (zbędnej) różnorodności.

Wyniki tych analiz podawane są do publicznej wiadomości pod postacią norm lub przepisów technicznych. Niektóre rozwiązania są traktowane jako faktyczne standardy (standard de facto) pomimo braku formalnych norm.

## Cele i etapy normalizacji
Celem normalizacji jest zastosowanie w produkcji przemysłowej jednolitych wzorców, np. znormalizowanie niektórych wyrobów pod względem wymiarów i wykorzystywanych materiałów. Takie działania wpływają na obniżenie kosztów, umożliwiają masową produkcję, współpracę urządzeń różnych producentów i wymianę zużytych części oraz ułatwiają dokonywanie zamówień handlowych.
Etapy normalizacji to:
- klasyfikacja, czyli grupowanie według podobieństwa cech charakterystycznych dla produktu,
- unifikacja, czyli ujednolicanie cech konstrukcyjnych i wymiarowych części maszyn w celu umożliwienia ich zamienności,
- typizacja, czyli ujednolicenie konstrukcji w celu uproszczenia produkcji (i obniżenia kosztów) oraz ułatwienia eksploatacji.

Pierwsze działania normalizacyjne zainicjowano w zamierzchłej przeszłości; dotyczyły one jednostek miary i wagi.
Działalnością normalizacyjną zajmują się agendy państwowe, grupy zainteresowania (na ogół tworzone z inicjatywy producentów), oraz niezależne organizacje międzynarodowe.

## Chronologia i poziomy normalizacji
Normalizacja rozwijała się pierwotnie (I połowa XIX w.) w poszczególnych przedsiębiorstwach jako normalizacja zakładowa, następnie (II połowa XIX w.) zaczęto pracować nad normami w ramach poszczególnych branż, czyli działów gospodarki (normalizacja branżowa), aby w okresie międzywojennym (I połowa XX w.) rozwinąć ją na poziomie państw/ narodów/ krajów. Od zakończenia II wojny światowej (II polowa XX w.) rozwija się normalizacja międzynarodowa. Aktualnie normalizacja branżowa jest wypierana przez normalizacje krajowe, a te z kolei przez normalizację międzynarodową. Żywotność zachowuje jedynie normalizacja zakładowa i międzynarodowa.

## Normalizacja w Polsce
W Polsce, z ramienia państwa, normalizacją krajową zajmowały się:
- 1923 Komitet Techniczny przy Ministerstwie Przemysłu i Handlu
- 1924 Polski Komitet Normalizacyjny (PKN)
- 1972 Polski Komitet Normalizacji i Miar
- 1979 Polski Komitet Normalizacji, Miar i Jakości

i obecnie:
- 1994 Polski Komitet Normalizacyjny (PKN)

Normalizacją branżową w Polsce w latach 1961–2002 zajmowały się branżowe ośrodki normalizacyjne, a normy branżowe były ustanawiane przez ministrów i związane z działem przemysłu który nadzorował, dyrektorów branżowych zjednoczeń przemysłowych oraz dyrektorów branżowych jednostek badawczo-rozwojowych. Obecnie normalizacją branżową zajmują się niektóre branżowe izby gospodarcze, branżowe jednostki badawczo-rozwojowe, branżowe stowarzyszenia przedsiębiorstw lub inżynierów i techników.
Normalizacją zakładową w Polsce zajmowały się i nadal zajmują poszczególne przedsiębiorstwa i inne jednostki organizacyjne prowadzące działalność gospodarczą.

## Narodowe organizacje normalizacyjne
- Association for Information and Image Management (AIIM)
- American National Standards Institute (ANSI)
- British Standards Institution (BSI)
- Bulgarian Institute for Standardization (BDS)
- Deutsches Institut für Normung (DIN)
- Institut belge de normalisation (IBN)
- Association française de normalisation (AFNOR)
- Österreichisches Normungsinstitut (ON)
- Czech Standards Institute (CSNI)
- Dansk Standard (DS)
- Suomen Standardisoimisliitto (SFS)
- Finnish Standards Association SFS (SFS)
- Hellenic Organization for Standardization (ELOT)
- Hungarian Standards Institution (MSZT)
- Icelandic Standards (IST)
- National Standards Authority of Ireland (NSAI)
- Latvian Standard (LVS)
- Lithuanian Standards Board (LST)
- Service de l'Energie de l'Etat (SEE)
- Ente Nazionale Italiano di Unificazione (UNI)
- Malta Standards Authority (MSA)
- Nederlands Normalisatie-Instituut (NEN)
- Norges Standardiseringsforbund (NSF)
- Instituto Português da Qualidade (IPQ)
- Asociatia de Standardizare din România (ASRO)
- Slovak Standards Institute (SUTN)
- Slovenian Institute for Standardization (SIST)
- Asociación Española de Normalización y Certificación (AENOR)
- Swedish Standards Institut (SIS)
- Schweizerische Normen-Vereinigung (SNV)
- Polski Komitet Normalizacyjny (PKN)

## Międzynarodowe organizacje normalizacyjne
- Międzynarodowa Komisja Elektrotechniczna (IEC)
- Europejski Komitet Normalizacyjny (CEN)
- Europejski Komitet Normalizacji Elektrotechnicznej (CENELEC)
- Europejski Instytut Norm Telekomunikacyjnych (ETSI)
- Międzynarodowa Organizacja Normalizacyjna (ISO)
- Międzynarodowy Związek Telekomunikacyjny (ITU)
- ASTM International (ASTM)

## Organizacje normalizacyjne o zasięgu światowym
- European Computer Manufacturers Association (ECMA)
- Internet Engineering Task Force (IETF)
- Object Management Group (OMG)
- Organization for the Advancement of Structured Information Standards (OASIS)
- Institute of Electrical and Electronics Engineers (IEEE)
- World Wide Web Consortium (W3C)
- National Institute of Standards and Technology (NIST)